# 2011년 미스 아시아 퍼시픽 월드
미스 아시아 퍼시픽 월드는 '그랜드 슬램 미인들이 참가하는 피전트 콘테스트로 알려져있다.
'미스 아시아 퍼시픽 월드의 전신은 '미스 아시아 피전트' 브랜드에서 시작되었다. 1950년 말 '미스 유니버스'와 '미스 월드'가 태동된 시기에 ‘미스 아시아’는 아시아와 대양주를 회원국으로 그 역사가 시작되었다. 1980년대 엘리트 모델 룩, 포드 모델 슈퍼모델 오브 더 월드의 양대 슈퍼모델 시대가 도래되면서, 미스 아시아는 그 회원국을 북미와 중남미 참가국까지 확장하고, 그 시기에 명칭을‘미스 아시아 퍼시픽'으로 통합하여 새로운 시대로의 항해를 계속했으며, 이 시기에 매년 많은 스타들이 탄생하기도 했다.
우승 후 그는 싸이더스HQ와 화보 촬영을 하고, 2012년 5월 프랑스 깐느 영화제에 초대되었다. 이슬람 최초의 여성 지도자 베나지르 부토의 일대기를 그린 영화에 출연하여 파키스탄, 영국, 미국 등지에서 촬영 중에 있으며, 이 영화는 2014년 오스카상 및 에미상에 출품하게 된다.  Pacific World 2011 Winner Diana Starkova – best photos"] ZA, UA</ref>

## 최종 결과

### 순위
| 순위                         | 참가자 |
| ---------------------------- | --- |
| 2011 미스 아시아 퍼시픽 월드 | - 우크라이나 – 다이아나 스타코바 |
| 탑 7 결선 진출자             | - 러시아 – 안나 보토바 - 프랑스 – 플로리마 트라이버 - 인도네시아 – 알렉산드라 우스만 - 캐나다 – 골나즈 하란디 - 인도 – 탄비 싱라 - 스웨덴 – 안나 룬드 |
| 탑 17 준 결선 진출자         | - 미국 – 팅 팅 첸 - 네덜란드 – 안젤라 반 덴 브뢱 - 에스토니아 – 다이아나 아르노 - 헝가리 – 이베트 벤츨릭 - 영국 – 라우라 루이제 키틀리 - 대한민국 – 박새별 - 몽골 – 우르나 간볼드 - 네팔 – 사하나 베라카야 - 푸에르토리코 – 잉그리드 페라난데즈 - 베트남 – 트롱 퉁 란 |

## 각 국가 정보

### 참가자 명단
- 미스 아시아 퍼시픽 월드 조직회가 정한 국가 명 발음으로 표기하였다. 총 50국가, 50명이 참가했으며, 국명 알파벳 순이다.

| 국가           | 이름                         | 나이 | 키(cm) | 출신지            |
| -------------- | ---------------------------- | ---- | ------ | ----------------- |
| 아르헨티나     | 나디아 야니나 로짜           | 18   | 1.72   | 부에노스 아이레스 |
| 호주           | 켈리 루이제 마귀어           | 24   | 1.78   | 시드니            |
| 방글라데시     | 룩사나 헤라                  | 23   | 1.68   | 다카              |
| 네덜란드       | 안젤라 반 덴 브뢱            | 20   | 1.74   | 암스테르담        |
| 브라질         | 줄리엣 더 피에리             | 20   | 1.74   | 마토 그로쇼       |
| 중화인민공화국 | 쉐 잉 비안                   | 21   | 1.75   | 상해              |
| 덴마크         | 마리아 스텐 크누센           | 21   | 1.82   | 코펜하겐          |
| 영국           | 라우라 루이제 키틀리         | 21   | 1.75   | 런던              |
| 에스토니아     | 다이아나 아르노              | 26   | 1.81   | 탈린              |
| 필리핀         | 미셀 마타 브라운             | 21   | 1.73   | 아클란            |
| 핀란드         | 리네아 알토넨                | 23   | 1.69   | 헬싱키            |
| 괌             | 나오미 진 산토스             | 19   | 1.79   | 메이나            |
| 가이아나       | 알레타 쉐페드                | 22   | 1.72   | 조지타운          |
| 홍콩           | 자오 쉐 잉 Zhao Xue-Ying     | 20   | 1.75   | 홍콩              |
| 헝가리         | 이베트 벤첼릭                | 22   | 1.70   | 부다페스트        |
| 인도           | 탄비 싱라                    | 19   | 1.70   | 뭄바이            |
| 인도네시아     | 알렉산드라 우스만            | 22   | 1.68   | 고타 가루트       |
| 아일랜드       | 수 에킨 쿨쿠로글루           | 18   | 1.75   | 더블린            |
| 일본           | Sonoko Chinen                | 21   | 1.68   | 오키나와          |
| 카메룬         | Olga Essouma                 | 25   | 1.77   | 야운데            |
| 캐나다         | 골나즈 하란디                | 20   | 1.75   | 밴쿠버            |
| 카자흐스탄     | 다이아나 야밀카노바          | 19   | 1.72   | 알마티            |
| 대한민국       | 박새별                       | 24   | 1.68   | 서울              |
| 코스타리카     | 파멜라 페랄타                | 21   | 1.75   | 산 호세           |
| 키르기스스탄   | 크세니아 베라니코바          | 19   | 1.78   | 비쉬켓            |
| 라트비아       | 아니타 발트루나              | 27   | 1.75   | 옐가바            |
| ' 말레이시아   | 수잔 로 리 판                | 23   | 1.70   | 쿠알라룸푸르      |
| 말리           | 린다 사노고                  | 21   | 1.74   | 오르후스          |
| 멕시코         | 알렉산드라 발데라스 플로레스 | 19   | 1.70   | 멕시코 시티       |
| 몰도바         | Irina Botnaru                | 23   | 1.68   | 키셔나우          |
| 몽골           | 우르나 간볼드                | 27   | 1.79   | 엄너고비          |
| 네팔           | Sahana Bajracharya           | 22   | 1.67   | 카트만두          |
| 파나마         | Karen Jordan                 | 21   | 1.75   | 파나마 시티       |
| 프랑스         | 플로리마 트라이버            | 24   | 1.80   | 콜마르            |
| 페루           | 엘리자베스 에도              | 26   | 1.79   | 리마              |
| 포르투갈       | 아나 로드리게즈 쿠냐         | 20   | 1.76   | 리스본            |
| 푸에르토리코   | 잉그리드 페르난데즈          | 26   | 1.79   | 산 후안           |
| 루마니아       | 베아트리흐 줄리아 학         | 20   | 1.73   | 타르구 무레시     |
| 러시아         | 안나 보토바                  | 24   | 1.76   | 모스크바          |
| 스코틀랜드     | 나오미 오텀 용               | 21   | 1.66   | 에딘버러          |
| 싱가포르       | 파트리샤 엥                  | 22   | 1.70   | 싱가포르          |
| 스웨덴         | 안나 룬드                    | 24   | 1.73   | 스톡홀름          |
| 타히티         | 테투아우누라우 메티아        | 19   | 1.76   | 파페에테          |
| 중화민국       | 첸 리 치아                   | 26   | 1.70   | 타이페이          |
| 태국           | 마리사다 치라세비누프라판드  | 19   | 1.70   | 방콕              |
| 티베트         | 텐진 양키위                  | 19   | 1.71   | 쮜리휘            |
| 통가           | 마리 그레츠                  | 22   | 1.76   | 누쿠 알로파       |
| 튀니지         | 시린 쿠바                    | 22   | 1.75   | 튀니스            |
| 우크라이나     | 다이아나 스타코바            | 25   | 1.75   | 키예프            |
| 미국           | 팅 팅 첸                     | 26   | 1.70   | 워싱턴 D.C.       |
| 베네수엘라     | 유네쉬 투타                  | 25   | 1.75   | 카라카스          |
| 베트남         | 트룽 퉁 란                   | 21   | 1.70   | 꽝 닌             |
| 웨일즈         | 에미 루이제 윌레톤           | 19   | 1.75   | 카디프            |

## 각 국가 정보

### 불참 국가
- 남아프리카공화국 - 릴리안 존커
- 알제리 - 하나네 북할파
- 오스트리아 - 이바나 탈러
- 바하마 - 샤퀠 데메리테
- 엘 살바도르 - 그리스티나 그랑데
- 에티오피아 - 멜캄 엔달
- 과테말라 - 모니카 콩트레라 루이즈
- 기니비사우 - 에미자 고메스 멘데스
- 독일 - 사브리나 라이츠
- 크로아티아 - 라라 토플렉
- 리투아니아 - 이글 스탠테이트
- 마케도니아 - 아나 토도로스카
- 이란 - 알라 막키
- 스페인 - 라우라 곤잘레즈

### 바뀐 후보
- 몽골 - 바약후 간토구
- 스코틀랜드 - 아나스타지아 미케리데스
- 중화민국 - 주 리 잉
- 베트남 - 유 티 황 마이

## 참가자들의 다른 대회 참가
| 미스 유니버스 2008 - 덴마크 - 마리아 스텐 크누센 미스 유니버스 2009 - 에스토니아 - 다이아나 아르노 2007 미스 월드 - 핀란드 - 린네아 알토넨 2010 미스 월드 - 가이아나 - 알레타 쉐페드 2003 미스 어스 - 우크라이나 - 다이아나 스타코바 2006 미스 어스 - 핀란드 - 린네아 알토넨 2008 미스 어스 - 라트비아 - 아니타 발트루나 2009 미스 어스 - 통가 - 마리 그레츠 2010 미스 어스 - 호주 - 켈리 루이제 마귀어 - 괌 - 나오미 진 산토스 - 네팔 - 사하나 베라사야 2009 미스 인터내셔널 - 호주 - 켈리 루이제 마귀어 2010 미스 인터내셔널 - 프랑스 - 플로리마 트라이버 (Top 15) | 2010 미스 수프라내셔널 - 말리 - 린다 사노고 2007 미스 인터콘티넨탈 - 호주 - 켈리 루이제 마귀어 - 우크라이나 - 다이아나 스타코바 (Top 16) 2009 미스 인터콘티넨탈 - 라트비아 - 아니타 발트루나 2010 미스 인터콘티넨탈 - 말리 - 린다 사노고 - 멕시코 - 알렉산드라 발데라스 플로레 - 통가 - 마리 그레츠 2010 미스 글로브 인터내셔널 - 튀니지 - 시린 코바 (Top 15) 2011 미스 아틀란티코 인터내셔널 - 멕시코 - 알렉산드라 발데라스 플로레 2011 탑 모델 오브 더 월드 - 브라질 - 줄리엣 베랄도 더 피에리 (Top 15) 2009 인터내셔널 모델 오브 더 이어 - 호주 - 켈리 루이제 마귀어 2011 슈퍼모델 오브 더 아시아 퍼시픽 - 호주 - 켈리 루이제 마귀어 - 방글라데시 - 룩사나 헤라 |

## 같이 보기
- 미스 아시아 퍼시픽 월드
- 2012년 미스 아시아 퍼시픽 월드
- 2013년 미스 아시아 퍼시픽 월드
- 2014년 미스 아시아 퍼시픽 월드
- 미스 유니버스
- 미스 월드